# Duccio Trassinelli
Duccio Trassinelli (Firenze, 1945) è un designer italiano.

## Biografia
Duccio Trassinelli si laurea all'ISIA - Istituto Superiore per le Industrie Artistiche dove poi insegna Metodologia della Progettazione per un decennio. 

Nel 1965 fonda lo Studio PENTA con alcuni compagni del corso di Industrial Design.

Nel 1968 fonda lo Studio A.R.D.I.T.I., incominciando ad interessarsi di design nel campo dell'arredamento. 
Sviluppa con gli altri componenti del gruppo una ricerca su oggetti con caratteristiche formali originali ed una nuova filosofia d'uso; alcuni di essi sono presenti in numerose esposizioni nazionali ed internazionali e nelle collezioni permanenti di importanti Musei.

Nell'arco della sua carriera Duccio Trassinelli ha spaziato in ambiti eterogenei, dall'impiantistica all'industria dei prefabbricati e alla progettazione di strumenti elettronici, dall'arredo urbano al contract per enti pubblici e privati. Ha registrato numerosi brevetti d'invenzione.

## Design industriale
Con lo Studio Penta ha progettato una macchina da corsa, realizzata da FRABAT- Firenze, una futuristica vettura da competizione con motore Abarth 1300, corpo centrale e posteriore in vetroresina. L'auto è stata presentata al Salone dell'automobile di Torino del 1967 nella sezione Mostra Vetture da competizione ; nel settembre 1969 è esposta a Monza alla Mostra macchine sportive, 5 ° Festival dell'Autodromo. L'auto ha gareggiato a Imola e all'Autodromo internazionale del Mugello. fa parte della collezione privata della Famiglia Moraldi, che ne ha curato il restauro.
Nel 1968 fonda lo Studio A.R.D.I.T.I. Gli altri componenti del gruppo erano : 
Alessandro Mazzoni Delle Stelle, Elisabetta Scheggi Merlini e per una breve periodo, collaborò Gianni Gamberini .
Il gruppo proclamò la sua nascita con la pubblicazione del “Manifesto Studio A.R.D.I.T.I." durante la Conferenza Internazionale "Strutture Ambientali" presieduta da Umberto Eco e svoltasi a Rimini (Italia).
Nel 1968, l'architettura radicale era Firenze - come ha affermato in una intervista la critica Lara Vinca Masini - "il design radicale è nato qui perché, senza essere commissionato, gli architetti potevano dedicarsi completamente all'utopia.
"
In quegli anni il centro di gravità del modo italiano di progettare è Firenze, dove sono nati alcuni degli storici gruppi di design italiani, tra cui lo Studio Arditi.
Lo Studio Arditi è stato tra i primi a sperimentare la bassa tensione, proponendo lampade che non solo illuminano, ma giocano con le superfici e lo spazio.
La lampada B.T. brevetto di Duccio Trassinelli prodotta da Sormani nel 1972 è nella collezione permanente del MoMA, New York e del Centre Pompidou, Parigi.
La lampada Prismar, prodotta da Sormani nel 1971 è nella collezione permanente del Centre Pompidou, Parigi e del Vitra Design Museum, Germania.
La lampada Ponte brevetto di Duccio Trassinelli, prodotta da Sormani nel 1971 è nella collezione permanente del MoMa, New York.
Tra le sue opere brevettate si ricorda, tra le altre, la poltrona Memoria, prodotta da Cassina e premiata 
nel 1973 dalla rivista Bolaffi Casa come “Design del Mese “, esposta all'Eurodomus 1972, 15 Triennale di Milano, Triennale di Milano 2008 "Made in Cassina" " ed è nella collezione permanente del Museo Cassina.
È tra i designer della Galleria Nilufar, Milano dove nel 2009 ha esposto nella mostra Sitting e Seating
Ha collaborato e operato come designer, tra gli altri con:
- Officine Breda, progettazione di autobus ATM per la città di Milano
- Paolo Scheggi, a suo tempo cognato, alla realizzazioni delle mostre dell'artista a Milano e Firenze
- Officine Bettarini, progettazione di strumenti elettronici
- Aziende A.N.I.C. and Bayer Milano, allo sviluppo di un suo brevetto per un Sistema elettrico per strutture prefabbricate
- Feal costruzioni nell'ambito della prefabbricazione
- Flos
- Zanussi Grandi Impianti, realizzazione di tutte le agenzie in Italia
- Solis Elettronica, sviluppo del primo bancomat a tastiera
- Resisto Spa, progettazione di cartotecnica
- Sbisa'Spa, progettazione di strumenti oftalmici
- Gruppo Rinascente
- Ferrero Spa
- Tenute Ambrogio e Giovanni Folonari
- Galerie Yves Gastou – Parigi, alla mostra “L'ultima collezione di Ettore Sottsass: 28 pezzi disegnati nel 1999”

Tra le realizzazioni pubbliche si ricordano:
- Arredi urbani per la città di Firenze
- la sede della Centrale del Latte di Firenze
- l'Assessorato allo Sport di Firenze, in occasione dei Mondiali '90
- la sede della Fiditoscana, Firenze
- la sede della Provincia di Firenze Sala Quattro Stagioni, Palazzo Medici Riccardi
- il restauro della Pieve di San Cresci, Greve in Chianti